# Nam Đông
Nam Đông là một huyện cũ thuộc tỉnh Thừa Thiên Huế (nay là thành phố Huế), Việt Nam.

## Địa lý
Trước khi giải thể, huyện Nam Đông nằm ở phía nam của tỉnh Thừa Thiên Huế, nằm cách thành phố Huế khoảng 50 km về phía tây nam, có vị trí địa lý:
- Phía đông giáp huyện Hòa Vang, thành phố Đà Nẵng
- Phía tây giáp huyện A Lưới
- Phía nam giáp huyện Tây Giang và huyện Đông Giang thuộc tỉnh Quảng Nam
- Phía bắc giáp thị xã Hương Thủy và huyện Phú Lộc.

Đây cũng là địa phương có tuyến Đường cao tốc La Sơn – Túy Loan đi qua.

### Điều kiện tự nhiên
Tổng diện tích tự nhiên của huyện Nam Đông là 65.051,8 ha, trong đó diện tích đất nông nghiệp có 4.019,38 ha, đất lâm nghiệp chiếm 41.799,31 ha, còn lại là đất khác và chưa sử dụng. Dân số 2,3 vạn gồm 2 dân tộc Kinh và Cơ-tu, trong đó người dân tộc thiểu số (9.320 người) chiếm 41%. Toàn huyện có 10 xã trong đó có 7 xã đặc biệt khó khăn mà 6 xã là người dân tộc thiểu số chiếm trên 70%. Địa bàn huyện chỉ có 1 tuyến đường thông thương ra ngoài.
| Dữ liệu khí hậu của Nam Đông                                 | Dữ liệu khí hậu của Nam Đông | Dữ liệu khí hậu của Nam Đông | Dữ liệu khí hậu của Nam Đông | Dữ liệu khí hậu của Nam Đông | Dữ liệu khí hậu của Nam Đông | Dữ liệu khí hậu của Nam Đông | Dữ liệu khí hậu của Nam Đông | Dữ liệu khí hậu của Nam Đông | Dữ liệu khí hậu của Nam Đông | Dữ liệu khí hậu của Nam Đông | Dữ liệu khí hậu của Nam Đông | Dữ liệu khí hậu của Nam Đông | Dữ liệu khí hậu của Nam Đông |
| Tháng                                                        | 1                            | 2                            | 3                            | 4                            | 5                            | 6                            | 7                            | 8                            | 9                            | 10                           | 11                           | 12                           | Năm                          |
| ------------------------------------------------------------ | ---------------------------- | ---------------------------- | ---------------------------- | ---------------------------- | ---------------------------- | ---------------------------- | ---------------------------- | ---------------------------- | ---------------------------- | ---------------------------- | ---------------------------- | ---------------------------- | ---------------------------- |
| Cao kỉ lục °C (°F)                                           | 30.2 (86.4)                  | 33.1 (91.6)                  | 37.8 (100.0)                 | 39.1 (102.4)                 | 42.7 (108.9)                 | 40.4 (104.7)                 | 40.1 (104.2)                 | 38.5 (101.3)                 | 38.3 (100.9)                 | 37.0 (98.6)                  | 35.1 (95.2)                  | 29.6 (85.3)                  | 42.7 (108.9)                 |
| Trung bình ngày tối đa °C (°F)                               | 22.5 (72.5)                  | 21.0 (69.8)                  | 23.7 (74.7)                  | 28.2 (82.8)                  | 34.4 (93.9)                  | 37.9 (100.2)                 | 37.3 (99.1)                  | 33.0 (91.4)                  | 31.7 (89.1)                  | 27.9 (82.2)                  | 25.1 (77.2)                  | 21.9 (71.4)                  | 27.7 (81.9)                  |
| Trung bình ngày °C (°F)                                      | 17.5 (63.5)                  | 19.7 (67.5)                  | 22.6 (72.7)                  | 25.4 (77.7)                  | 29.0 (84.2)                  | 30.8 (87.4)                  | 30.1 (86.2)                  | 28.8 (83.8)                  | 27.1 (80.8)                  | 24.7 (76.5)                  | 21.8 (71.2)                  | 18.8 (65.8)                  | 24.7 (76.5)                  |
| Tối thiểu trung bình ngày °C (°F)                            | 15.6 (60.1)                  | 16.5 (61.7)                  | 18.7 (65.7)                  | 22.1 (71.8)                  | 25.0 (77.0)                  | 26.7 (80.1)                  | 26.6 (79.9)                  | 25.9 (78.6)                  | 24.6 (76.3)                  | 22.5 (72.5)                  | 19.6 (67.3)                  | 16.6 (61.9)                  | 21.7 (71.1)                  |
| Thấp kỉ lục °C (°F)                                          | 4.0 (39.2)                   | 7.0 (44.6)                   | 7.3 (45.1)                   | 13.4 (56.1)                  | 17.4 (63.3)                  | 19.7 (67.5)                  | 21.5 (70.7)                  | 21.3 (70.3)                  | 16.7 (62.1)                  | 15.0 (59.0)                  | 9.9 (49.8)                   | 0.0 (32.0)                   | 0.0 (32.0)                   |
| Lượng Giáng thủy trung bình mm (inches)                      | 52.3 (2.06)                  | 39.7 (1.56)                  | 49.1 (1.93)                  | 62.0 (2.44)                  | 140.9 (5.55)                 | 108.5 (4.27)                 | 122.4 (4.82)                 | 234.2 (9.22)                 | 480.7 (18.93)                | 514.1 (20.24)                | 162.8 (6.41)                 | 69.9 (2.75)                  | 2.045,5 (80.53)              |
| Số ngày giáng thủy trung bình                                | 13.3                         | 13.9                         | 14.6                         | 11.0                         | 10.7                         | 8.2                          | 7.8                          | 12.3                         | 14.9                         | 16.3                         | 13.1                         | 11.3                         | 147.6                        |
| Độ ẩm tương đối trung bình (%)                               | 89.3                         | 90.8                         | 90.4                         | 87.8                         | 80.8                         | 74.5                         | 73.7                         | 79.8                         | 85.3                         | 86.7                         | 86.1                         | 85.9                         | 84.2                         |
| Số giờ nắng trung bình tháng                                 | 68.7                         | 50.9                         | 69.4                         | 131.8                        | 216.3                        | 204.9                        | 219.8                        | 189.3                        | 157.5                        | 127.7                        | 99.4                         | 76.9                         | 1.614,1                      |
| Nguồn: Vietnam Institute for Building Science and Technology |                              |                              |                              |                              |                              |                              |                              |                              |                              |                              |                              |                              |                              |

## Lịch sử
Ngày 20 tháng 9 năm 1975, Bộ Chính trị Trung ương Đảng ban hành Nghị quyết số 245/NQ-TW về việc thành lập tỉnh Bình Trị Thiên trên cơ sở ba tỉnh Quảng Bình, Quảng Trị, Thừa Thiên và khu vực Vĩnh Linh. Khi đó, huyện Nam Đông thuộc tỉnh Bình Trị Thiên, bao gồm 9 xã: Hương Giang, Hương Hữu, Hương Lộc, Hương Phú, Hương Sơn, Thượng Lộ, Thượng Long, Thượng Nhật, Thượng Quảng.
Ngày 11 tháng 3 năm 1977, Hội đồng Chính phủ ban hành Quyết định số 62-CP về việc sáp nhập huyện Nam Đông vào huyện Phú Lộc.
Ngày 30 tháng 6 năm 1989, Quốc hội ban hành Nghị quyết về việc chia tỉnh Bình Trị Thiên thành tỉnh Quảng Bình, tỉnh Quảng Trị và tỉnh Thừa Thiên Huế. Theo đó, huyện Phú Lộc thuộc tỉnh Thừa Thiên Huế.
Ngày 29 tháng 9 năm 1990, Hội đồng Bộ trưởng ban hành Quyết định số 345-HĐBT về việc chia huyện Phú Lộc thành huyện Nam Đông và huyện Phú Lộc.
Huyện Nam Đông có 9 xã: Hương Giang, Hương Hữu, Hương Lộc, Hương Phú, Hương Sơn, Thượng Lộ, Thượng Long, Thượng Nhật, Thượng Quảng.
Ngày 17 tháng 3 năm 1997, Chính phủ ban hành Nghị định số 22-CP về việc thành lập thị trấn Khe Tre và xã Hương Hòa trên cơ sở điều chỉnh một phần diện tích và dân số của xã Hương Lộc.
Ngày 17 tháng 12 năm 2019, Ủy ban Thường vụ Quốc hội ban hành Nghị quyết số 834/NQ-UBTVQH14 về việc sắp xếp các đơn vị hành chính cấp xã thuộc tỉnh Thừa Thiên Huế (nghị quyết có hiệu lực từ ngày 1 tháng 1 năm 2020). Theo đó, thành lập xã Hương Xuân trên cơ sở xã Hương Giang và xã Hương Hòa.
Cuối năm 2023, huyện Nam Đông bao gồm thị trấn Khe Tre và 9 xã: Hương Hữu, Hương Lộc, Hương Phú, Hương Sơn, Hương Xuân, Thượng Long, Thượng Lộ, Thượng Nhật, Thượng Quảng.
Ngày 30 tháng 11 năm 2024:
- Quốc hội ban hành Nghị quyết số 175/2024/QH15[10] về việc thành lập thành phố Huế trực thuộc trung ương trên cơ sở toàn bộ diện tích và dân số tỉnh Thừa Thiên Huế (nghị quyết có hiệu lực từ ngày 1 tháng 1 năm 2025).
- Ủy ban Thường vụ Quốc hội ban hành Nghị quyết số 1314/NQ-UBTVQH15[2] về việc sắp xếp đơn vị hành chính cấp huyện, cấp xã của thành phố Huế giai đoạn 2023 – 2025 (nghị quyết có hiệu lực từ ngày 1 tháng 1 năm 2025). Theo đó, sáp nhập huyện Nam Đông vào huyện Phú Lộc.

## Kinh tế
Là một huyện có dân số ít nhưng là huyện có địa bàn phức tạp, trình độ dân trí thấp, đời sống của nhân dân còn gặp nhiều khó khăn, tỷ lệ hộ nghèo có giảm nhưng vẫn đang ở mức cao. Trong những năm qua được sự đầu tư của nhà nước, công tác định canh định cư của dồng bào dân tộc thiểu số ngày càng đi vào thế vững chắc, tỉ lệ hộ đói nghèo giảm.

## Xã hội

### Giáo dục
- Trên địa bàn huyện có 1 trường THPT công lập:

Trường THPT Nam Đông (cơ sở chính đóng tại thị trấn Khe Tre, cơ sở 2 đóng tại xã Hương Xuân là cơ sở của trường THPT Hương Giang trước đây, nay đã được sáp nhập vào trường THPT Nam Đông).
- Trung tâm GDNN-GDTX huyện Nam Đông.
- Các xã, thị trấn đều có các trường THCS, Tiểu học, Mầm non.